# Tennistoernooi van Madrid Virtual Pro 2020
Het tennistoernooi van Madrid Virtual Pro van 2020 werd van 27 tot en met 30 april 2020 gespeeld op een virtuele versie van de gravelbaan van het Manolo Santana Stadium van het Manzanares Park Tennis Center ("Caja Mágica") in de Spaanse hoofdstad Madrid. De officiële naam van het toernooi was Mutua Madrid Open Virtual Pro.
|                                       |  |                                    |
| Kiki Bertens, winnares bij de vrouwen |  | Andy Murray, winnaar bij de mannen |

## Achtergrond
Door de coronapandemie werd het fysieke tennistoernooi van Madrid afgelast. Daarvoor in de plaats werd een virtueel-tennistoernooi georganiseerd, met twee liefdadige doelen:
- het versterken van het noodfonds voor tennissers (m/v) die door gebrek aan inkomsten tijdens de coronacrisis in financiële problemen komen,
- het ondersteunen van de voedselbank van Madrid.

Voor de 32 deelnemers was een prijzenpot van €300.000 beschikbaar (vrouwen en mannen ieder de helft), waarbij de winnaars hun prijzengeld, geheel of gedeeltelijk, aan het noodfonds zouden schenken. Daarnaast stelde de toernooi-organisatie €50.000 ter beschikking aan de voedselbank.
Weliswaar werd er virtueel tennis gespeeld, maar het was desalniettemin een reëel toernooi waarin de deelnemers elkaar competitief bestreden, waarbij opmerkelijke krachtverschillen aan het licht kwamen en ten slotte alleen de beste kon winnen.

## Spelregels
Iedere deelnemer speelde vanuit het eigen huis met behulp van een PlayStation 4 spelconsole, ingericht met het voor dit doel geschreven programma Tennis World Tour dat via Internet opereert, en waarop de situatie in het Manolo Santana Stadium secuur was nagebootst.
In de groepsfase bestond iedere partij (die ongeveer een kwartier duurde) uit een aantal games, minimaal drie en maximaal zeven. Er werd gespeeld tot drie gewonnen games, met een verschil van twee – echter bij het bereiken van een stand 3–3 volgde één beslissende tiebreak-game. De mogelijke winstscores waren: 3–0, 3–1, 4–2 en 4–3.
Zowel de zestien WTA- als de zestien ATP-deelnemers waren ingedeeld in vier groepen van vier spelers voor de groepsfase. De beste twee per groep promoveerden naar de eliminatiefase, die bestond uit drie ronden: kwartfinale, halve finale, finale.
In de eliminatiefase werd één set gespeeld, tot de normale eindstand (in principe zes gewonnen games), waar nodig met een tiebreak voor 7–6.

## Samenvatting

### Groepsfase
In alle acht groepen ontstond een recht-door-zee eindklassement: een groepswinnaar die alle drie partijen had gewonnen, een tweede winnaar die twee partijen won, nummer drie die één partij kon pakken en een allesverliezende hekkesluiter. Dat dit zonder uitzondering in alle groepen het geval was, is een uitzonderlijk resultaat voor een toernooi met groepsfase.

### Eliminatiefase
In de kwartfinales werden de groepswinnaars opgesteld tegen een nummer twee van een andere groep. In alle gevallen, zowel bij de vrouwen als bij de mannen, won de groepswinnaar ook deze partij. Hierdoor werden de halve finales uitgevochten tussen de groepswinnaars.
De virtuele titelverdedigster, Kiki Bertens uit Nederland, won het vrouwentoernooi. In de finale versloeg zij Française Fiona Ferro met 6–2. Bij de mannen won Andy Murray – in de eindstrijd versloeg hij de Belg David Goffin met 7–6.

## Deelnemers
- Ranglijst per 16 maart 2020.

Vrouwen
| nr. | speelster            | rang | groep | resultaat    | verloor van                      |
| --- | -------------------- | ---- | ----- | ------------ | -------------------------------- |
| 01. | Karolína Plíšková    | 3    | A     | groepsfase   | Ferro, Bencic                    |
| 02. | Elina Svitolina      | 5    | B     | groepsfase   | Cîrstea, Konta, Azarenka         |
| 03. | Bianca Andreescu     | 6    | C     | kwartfinale  | Sorana Cîrstea                   |
| 04. | Kiki Bertens         | 7    | D     | winnares     | winnares                         |
| 05. | Belinda Bencic       | 8    | A     | kwartfinale  | Kiki Bertens                     |
| 06. | Madison Keys         | 13   | C     | groepsfase   | Andreescu, Wozniacki, Mladenovic |
| 07. | Johanna Konta        | 14   | B     | kwartfinale  | Caroline Wozniacki               |
| 08. | Angelique Kerber     | 21   | D     | groepsfase   | Bertens, Vekić                   |
| 09. | Donna Vekić          | 24   | D     | kwartfinale  | Fiona Ferro                      |
| 10. | Kristina Mladenovic  | 42   | C     | groepsfase   | Wozniacki, Andreescu             |
| 11. | Fiona Ferro          | 53   | A     | finale       | Kiki Bertens                     |
| 12. | Viktoryja Azarenka   | 58   | B     | groepsfase   | Konta, Cîrstea                   |
| 13. | Carla Suárez Navarro | 68   | A     | groepsfase   | Bencic, Plíšková, Ferro          |
| 14. | Sorana Cîrstea       | 75   | B     | halve finale | Fiona Ferro                      |
| 15. | Eugenie Bouchard     | 332  | D     | groepsfase   | Kerber, Bertens, Vekić           |
| 16. | Caroline Wozniacki   | –    | C     | halve finale | Kiki Bertens                     |

Mannen
| nr. | speler             | rang | groep | resultaat    | verloor van                   |
| --- | ------------------ | ---- | ----- | ------------ | ----------------------------- |
| 01. | Rafael Nadal       | 2    | A     | groepsfase   | Murray, Paire                 |
| 02. | Dominic Thiem      | 3    | B     | groepsfase   | Schwartzman, Ferrer, Isner    |
| 03. | Stéfanos Tsitsipás | 6    | C     | halve finale | David Goffin                  |
| 04. | Alexander Zverev   | 7    | D     | kwartfinale  | Andy Murray                   |
| 05. | David Goffin       | 10   | D     | finale       | Andy Murray                   |
| 06. | Fabio Fognini      | 11   | C     | kwartfinale  | Diego Schwartzman             |
| 07. | Diego Schwartzman  | 13   | B     | halve finale | Andy Murray                   |
| 08. | Karen Chatsjanov   | 15   | D     | groepsfase   | Zverev, Pouille, Goffin       |
| 09. | Denis Shapovalov   | 16   | A     | groepsfase   | Nadal, Murray, Paire          |
| 10. | John Isner         | 21   | B     | groepsfase   | Schwartzman, Ferrer           |
| 11. | Benoît Paire       | 22   | A     | kwartfinale  | David Goffin                  |
| 12. | Kei Nishikori      | 31   | C     | groepsfase   | Tsitsipas, Fognini            |
| 13. | Lucas Pouille      | 58   | D     | groepsfase   | Goffin, Zverev                |
| 14. | Frances Tiafoe     | 81   | C     | groepsfase   | Fognini, Nishikori, Tsitsipas |
| 15. | Andy Murray        | 129  | A     | winnaar      | winnaar                       |
| 16. | David Ferrer       | –    | B     | kwartfinale  | Stéfanos Tsitsipás            |

## Toernooiresultaten vrouwen

### Eliminatiefase
|  | kwartfinale | kwartfinale        | kwartfinale    |              |                | halve finale       | halve finale | halve finale |  |  | finale | finale      | finale |
|  |             |                    |                |              |                |                    |              |              |  |  |        |             |        |
|  | 11          | Fiona Ferro        | 7              |              |                |                    |              |              |  |  |        |             |        |
|  | 9           | Donna Vekić        | 63             |              |                |                    |              |              |  |  |        |             |        |
|  | 9           | Donna Vekić        | 63             |              | 11             | Fiona Ferro        | 6            |              |  |  |        |             |        |
|  |             |                    |                |              | 11             | Fiona Ferro        | 6            |              |  |  |        |             |        |
|  |             | 14                 | Sorana Cîrstea | 3            |                |                    |              |              |  |  |        |             |        |
|  | 14          | 14                 | Sorana Cîrstea | 3            | Sorana Cîrstea | 7                  |              |              |  |  |        |             |        |
|  | 14          |                    |                |              | Sorana Cîrstea | 7                  |              |              |  |  |        |             |        |
|  | 3           | Bianca Andreescu   | 64             |              |                |                    |              |              |  |  |        |             |        |
|  |             |                    |                |              |                |                    |              |              |  |  | 11     | Fiona Ferro | 2      |
|  |             |                    | 4              | Kiki Bertens | 6              |                    |              |              |  |  |        |             |        |
|  | 16          | Caroline Wozniacki | 6              |              |                |                    |              |              |  |  |        |             |        |
|  | 7           | Johanna Konta      | 0              |              |                |                    |              |              |  |  |        |             |        |
|  | 7           | Johanna Konta      | 0              |              | 16             | Caroline Wozniacki | 5            |              |  |  |        |             |        |
|  |             |                    |                |              | 16             | Caroline Wozniacki | 5            |              |  |  |        |             |        |
|  |             | 4                  | Kiki Bertens   | 7            |                |                    |              |              |  |  |        |             |        |
|  | 4           | 4                  | Kiki Bertens   | 7            | Kiki Bertens   | 6                  |              |              |  |  |        |             |        |
|  | 4           |                    |                |              | Kiki Bertens   | 6                  |              |              |  |  |        |             |        |
|  | 5           | Belinda Bencic     | 4              |              |                |                    |              |              |  |  |        |             |        |

### Groepswedstrijden

#### Groep A
Resultaten
| wedstrijd             | wedstrijd | wedstrijd                 | score |
| --------------------- | --------- | ------------------------- | ----- |
| Belinda Bencic (5)    | –         | Carla Suárez Navarro (13) | 3-1   |
| Fiona Ferro (11)      | –         | Karolína Plíšková (1)     | 3-0   |
| Karolína Plíšková (1) | –         | Carla Suárez Navarro (13) | 3-1   |
| Fiona Ferro (11)      | –         | Carla Suárez Navarro (13) | 3-0   |
| Belinda Bencic (5)    | –         | Karolína Plíšková (1)     | 4-3   |
| Fiona Ferro (11)      | –         | Belinda Bencic (5)        | 4-3   |

Klassement
| nr. | speelster                 | partijen w-v | games w-v |
| --- | ------------------------- | ------------ | --------- |
| 1.  | Fiona Ferro (11)          | 3-0          | 10-3      |
| 2.  | Belinda Bencic (5)        | 2-1          | 10-8      |
| 3.  | Karolína Plíšková (1)     | 1-2          | 6-8       |
| 4.  | Carla Suárez Navarro (13) | 0-3          | 2-9       |

#### Groep B
Resultaten
| wedstrijd               | wedstrijd | wedstrijd               | score |
| ----------------------- | --------- | ----------------------- | ----- |
| Sorana Cîrstea (14)     | –         | Johanna Konta (7)       | 3-0   |
| Sorana Cîrstea (14)     | –         | Elina Svitolina (2)     | 4-2   |
| Johanna Konta (7)       | –         | Viktoryja Azarenka (12) | 4-2   |
| Johanna Konta (7)       | –         | Elina Svitolina (2)     | 4-2   |
| Viktoryja Azarenka (12) | –         | Elina Svitolina (2)     | 3-1   |
| Sorana Cîrstea (14)     | –         | Viktoryja Azarenka (12) | 3-1   |

Klassement
| nr. | speelster               | partijen w-v | games w-v |
| --- | ----------------------- | ------------ | --------- |
| 1.  | Sorana Cîrstea (14)     | 3-0          | 10-3      |
| 2.  | Johanna Konta (7)       | 2-1          | 8-7       |
| 3.  | Viktoryja Azarenka (12) | 1-2          | 6-8       |
| 4.  | Elina Svitolina (2)     | 0-3          | 5-11      |

#### Groep C
Resultaten
| wedstrijd                | wedstrijd | wedstrijd                | score |
| ------------------------ | --------- | ------------------------ | ----- |
| Caroline Wozniacki (16)  | –         | Kristina Mladenovic (10) | 4-2   |
| Caroline Wozniacki (16)  | –         | Bianca Andreescu (3)     | 3-0   |
| Bianca Andreescu (3)     | –         | Madison Keys (6)         | 4-3   |
| Caroline Wozniacki (16)  | –         | Madison Keys (6)         | 3-0   |
| Kristina Mladenovic (10) | –         | Madison Keys (6)         | 4-3   |
| Bianca Andreescu (3)     | –         | Kristina Mladenovic (10) | 3-0   |

Klassement
| nr. | speelster                | partijen w-v | games w-v |
| --- | ------------------------ | ------------ | --------- |
| 1.  | Caroline Wozniacki (16)  | 3-0          | 10-2      |
| 2.  | Bianca Andreescu (3)     | 2-1          | 7-6       |
| 3.  | Kristina Mladenovic (10) | 1-2          | 6-10      |
| 4.  | Madison Keys (6)         | 0-3          | 6-11      |

#### Groep D
Resultaten
| wedstrijd            | wedstrijd | wedstrijd             | score |
| -------------------- | --------- | --------------------- | ----- |
| Kiki Bertens (4)     | –         | Angelique Kerber (8)  | 3-0   |
| Kiki Bertens (4)     | –         | Donna Vekić (9)       | 3-0   |
| Angelique Kerber (8) | –         | Eugenie Bouchard (15) | 4-3   |
| Kiki Bertens (4)     | –         | Eugenie Bouchard (15) | 3-0   |
| Donna Vekić (9)      | –         | Eugenie Bouchard (15) | 3-1   |
| Donna Vekić (9)      | –         | Angelique Kerber (8)  | 3-1   |

Klassement
| nr. | speelster             | partijen w-v | games w-v |
| --- | --------------------- | ------------ | --------- |
| 1.  | Kiki Bertens (4)      | 3-0          | 9-0       |
| 2.  | Donna Vekić (9)       | 2-1          | 6-5       |
| 3.  | Angelique Kerber (8)  | 1-2          | 5-9       |
| 4.  | Eugenie Bouchard (15) | 0-3          | 4-10      |

## Toernooiresultaten mannen

### Eliminatiefase
|  | kwartfinale | kwartfinale        | kwartfinale       |              |                   | halve finale       | halve finale | halve finale |  |  | finale | finale      | finale |
|  |             |                    |                   |              |                   |                    |              |              |  |  |        |             |        |
|  | 15          | Andy Murray        | 6                 |              |                   |                    |              |              |  |  |        |             |        |
|  | 4           | Alexander Zverev   | 1                 |              |                   |                    |              |              |  |  |        |             |        |
|  | 4           | Alexander Zverev   | 1                 |              | 15                | Andy Murray *      | 6            |              |  |  |        |             |        |
|  |             |                    |                   |              | 15                | Andy Murray *      | 6            |              |  |  |        |             |        |
|  |             | 7                  | Diego Schwartzman | 710          |                   |                    |              |              |  |  |        |             |        |
|  | 7           | 7                  | Diego Schwartzman | 710          | Diego Schwartzman | 6                  |              |              |  |  |        |             |        |
|  | 7           |                    |                   |              | Diego Schwartzman | 6                  |              |              |  |  |        |             |        |
|  | 6           | Fabio Fognini      | 3                 |              |                   |                    |              |              |  |  |        |             |        |
|  |             |                    |                   |              |                   |                    |              |              |  |  | 15     | Andy Murray | 7      |
|  |             |                    | 5                 | David Goffin | 65                |                    |              |              |  |  |        |             |        |
|  | 3           | Stéfanos Tsitsipás | 6                 |              |                   |                    |              |              |  |  |        |             |        |
|  | 16          | David Ferrer       | 2                 |              |                   |                    |              |              |  |  |        |             |        |
|  | 16          | David Ferrer       | 2                 |              | 3                 | Stéfanos Tsitsipás | 6            |              |  |  |        |             |        |
|  |             |                    |                   |              | 3                 | Stéfanos Tsitsipás | 6            |              |  |  |        |             |        |
|  |             | 5                  | David Goffin      | 7            |                   |                    |              |              |  |  |        |             |        |
|  | 5           | 5                  | David Goffin      | 7            | David Goffin      | 6                  |              |              |  |  |        |             |        |
|  | 5           |                    |                   |              | David Goffin      | 6                  |              |              |  |  |        |             |        |
|  | 11          | Benoît Paire       | 0                 |              |                   |                    |              |              |  |  |        |             |        |

* Door technische onvolkomenheden in de spelconsoles en/of de internetverbinding werden veel punten die duidelijk voor Murray waren aan Schwartzman toegekend. De Argentijn erkende dit, en achtte het redelijk dat niet hij maar de Brit in de finale zou spelen.

### Groepswedstrijden

#### Groep A
Resultaten
| wedstrijd         | wedstrijd | wedstrijd            | score |
| ----------------- | --------- | -------------------- | ----- |
| Rafael Nadal (1)  | –         | Denis Shapovalov (9) | 4-3   |
| Andy Murray (15)  | –         | Benoît Paire (11)    | 3-1   |
| Andy Murray (15)  | –         | Rafael Nadal (1)     | 3-0   |
| Benoît Paire (11) | –         | Rafael Nadal (1)     | 3-1   |
| Andy Murray (15)  | –         | Denis Shapovalov (9) | 3-0   |
| Benoît Paire (11) | –         | Denis Shapovalov (9) | 3-0   |

Klassement
| nr. | speler               | partijen w-v | games w-v |
| --- | -------------------- | ------------ | --------- |
| 1.  | Andy Murray (15)     | 3-0          | 9-1       |
| 2.  | Benoît Paire (11)    | 2-1          | 7-4       |
| 3.  | Rafael Nadal (1)     | 1-2          | 5-9       |
| 4.  | Denis Shapovalov (9) | 0-3          | 3-10      |

#### Groep B
Resultaten
| wedstrijd             | wedstrijd | wedstrijd         | score |
| --------------------- | --------- | ----------------- | ----- |
| Diego Schwartzman (7) | –         | David Ferrer (16) | 4-3   |
| Diego Schwartzman (7) | –         | John Isner (10)   | 3-1   |
| Diego Schwartzman (7) | –         | Dominic Thiem (2) | 3-0   |
| David Ferrer (16)     | –         | Dominic Thiem (2) | 3-0   |
| David Ferrer (16)     | –         | John Isner (10)   | 3-0   |
| John Isner (10)       | –         | Dominic Thiem (2) | 3-0   |

Klassement
| nr. | speler                | partijen w-v | games w-v |
| --- | --------------------- | ------------ | --------- |
| 1.  | Diego Schwartzman (7) | 3-0          | 10-4      |
| 2.  | David Ferrer (16)     | 2-1          | 9-4       |
| 3.  | John Isner (10)       | 1-2          | 4-6       |
| 4.  | Dominic Thiem (2)     | 0-3          | 0-9       |

#### Groep C
Resultaten
| wedstrijd              | wedstrijd | wedstrijd           | score |
| ---------------------- | --------- | ------------------- | ----- |
| Stéfanos Tsitsipás (3) | –         | Fabio Fognini (6)   | 3-0   |
| Fabio Fognini (6)      | –         | Frances Tiafoe (14) | 4-3   |
| Stéfanos Tsitsipás (3) | –         | Kei Nishikori (12)  | 3-0   |
| Kei Nishikori (12)     | –         | Frances Tiafoe (14) | 3-0   |
| Fabio Fognini (6)      | –         | Kei Nishikori (12)  | 4-2   |
| Stéfanos Tsitsipás (3) | –         | Frances Tiafoe (14) | 3-0   |

Klassement
| nr. | speler                 | partijen w-v | games w-v |
| --- | ---------------------- | ------------ | --------- |
| 1.  | Stéfanos Tsitsipás (3) | 3-0          | 9-0       |
| 2.  | Fabio Fognini (6)      | 2-1          | 8-8       |
| 3.  | Kei Nishikori (12)     | 1-2          | 5-7       |
| 4.  | Frances Tiafoe (14)    | 0-3          | 3-10      |

#### Groep D
Resultaten
| wedstrijd            | wedstrijd | wedstrijd            | score |
| -------------------- | --------- | -------------------- | ----- |
| David Goffin (5)     | –         | Lucas Pouille (13)   | 3-1   |
| Alexander Zverev (4) | –         | Lucas Pouille (13)   | 3-1   |
| Alexander Zverev (4) | –         | Karen Chatsjanov (8) | 3-0   |
| Lucas Pouille (13)   | –         | Karen Chatsjanov (8) | 3-0   |
| David Goffin (5)     | –         | Alexander Zverev (4) | 3-0   |
| David Goffin (5)     | –         | Karen Chatsjanov (8) | 3-0   |

Klassement
| nr. | speler               | partijen w-v | games w-v |
| --- | -------------------- | ------------ | --------- |
| 1.  | David Goffin (5)     | 3-0          | 9-1       |
| 2.  | Alexander Zverev (4) | 2-1          | 6-4       |
| 3.  | Lucas Pouille (13)   | 1-2          | 5-6       |
| 4.  | Karen Chatsjanov (8) | 0-3          | 0-9       |